# 號牌制度
號牌制度是朝鲜王朝管理百姓的方法。上面寫着姓名、本貫、住址、职业，樣貌特徵，小吏可隨时翻看。

## 历史
这制度是朝鲜太宗在1413年引入，与元代明代戶口制度相似。这制度模仿明太祖百姓没事不可離开住处六十里的规定（超过一百里要官府路引），所有年满十六歲的男子胸口也要掛一号牌，小吏可隨时翻看，目的是控制人口活动，不让他们隨便离开住地。
不同等級的人用的戶牌不同顏色和質地，兩班級別的男子的牌是黃色，高級官員的牌用象牙製作，低級的用鹿角，常民戴著小木牌，奴婢則背著大木牌。